# ラフィアヤシ
ラフィアヤシとはヤシ科ラフィア属（Raphia）の植物全体を指しての呼称である。

## 特徴
熱帯アフリカやマダガスカル島に自生し、高さ15–20mまで生長する。葉は非常に大きく成長する羽状複葉で、繊維質である。花は肉穂花序であり、果実は楕円体である。

## 用途

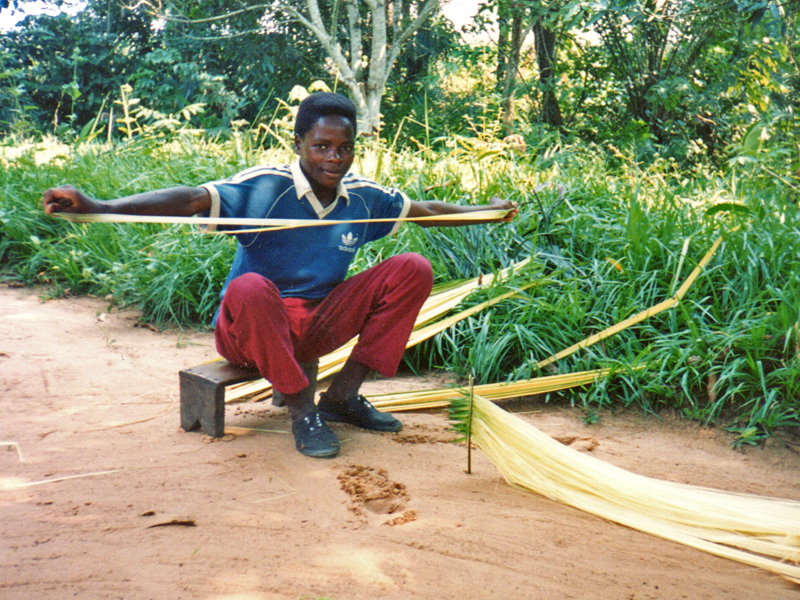
コンゴ民主共和国におけるロープ作り

葉の繊維（ラフィア）は折れやすい麦わらと異なり適度の油分を含むため細工しやすく敷物や籠、ロープ、園芸用の紐帽子といった実用品の材料として使われる。またギニアのバガ族（Baga）やリベリアのバッサ人（Bassa）、コートジボワールのバウレ人（Baule）といった西アフリカ諸民族の間では仮面舞踏の衣裳の材料として用いられている。コンゴ民主共和国の集団であるクバ（Kuba）はラフィアを用いた、王やその臣下の位を表す衣装体系と関連した染織技術で知られている。
また、種類によっては果実や若葉が食用とされる場合もある。

## 分類
和名は米倉・梶田 (2003-) による。

### 種
- Raphia farinifera (Gaertn.) Hyl. - ラフィアヤシ (en)  （シノニム: R. ruffia (Jacq.) Mart.）
- Raphia hookeri G.Mann et H.Wendl. - ナガミノラフィア（ベトナム語版） （シノニム: R. gigantea A. chev.[3]）
- Raphia vinifera P.Beauv. - サケラフィア（英語版）